# فورست (هولندا)
فورست Voorst  هي مدينة وبلدية بمقاطعة خيلدرلند، هولندا.

## طوبوغرافيا
خريطة طوبوغرافية هولندية لبلدية فورست، يونيو 2015، (تقرأ بعد ثلاث نقرات على الخريطة).

## أعلام
- يورغن ستريبل